# Lalandia Billund
Lalandia Billund eller blot Lalandia er et dansk feriecenter, der ligger i Billund i Jylland tæt ved Legoland Billund Resort. Lalandia Billund åbnede den 24. april 2009, og det er en del af Lalandia A/S, som siden 2004 har været ejet 100 % af Parken Sport & Entertainment. Selskabet driver også det oprindelige Lalandia Rødby fra 1988.
Lalandia Billund dækker over 10.000 m2 og det er Skandinaviens største vandland.
Badelandet inkluderer adskillige vandrutschebaner, hvoraf den længste er 168 m lang og kostede 8 mio. kr. at opføre. Den åbnede d. 28. maj 2015.

Til feriecentret findes 1500 huse, som kan lejes til overnatning, og stedet kan rumme op til 2000 personer på én gang.
Lalandia Billund siden 2012 været blandt de 10 mest besøgte attraktioner i Danmark og i 2021 havde stedet  450.000 besøgende og var derved det 5. mest besøgte sted på listen.